# Guerra gòtica (535-554)
|  | Per a altres significats, vegeu «Guerra gòtica». |

La guerra gòtica fou un conflicte armat entre l'Imperi Romà d'Orient i el Regne ostrogot d'Itàlia, que tingué lloc des del 535 fins al 554, afectant els territoris d'Itàlia, Dalmàcia, Sardenya, Sicília i Còrsega. Es distingeixen dues fases durant el conflicte. La primera fase de la guerra duraria del 535 al 540 i acabaria amb la caiguda de Ravenna i l'aparent reconquesta d'Itàlia per part dels romans. Però durant la segona fase (540/541-553), la resistència dels gots es va revigoritzar sota el lideratge de Tòtila i només va cedir després de llargs anys de conflictes amb Narses, que també va rebutjar la invasió dels francs i alamans el 554.
La guerra fou originada per l'ambiciós pla de l'emperador romà Justinià I per recuperar les províncies de l'extint Imperi Romà d'Occident, perdut davant les invasions bàrbares ocorregudes durant el segle anterior. Al final del conflicte, Itàlia es trobava devastada i considerablement despoblada. Com a conseqüència, l'Imperi Romà d'Orient, malgrat resultar vencedor, es va veure incapaç de resistir la invasió dels llombards el 568 i va perdre grans parts de la península Itàlica.

## Rerefons

### Itàlia sota domini dels gots
El 476 queia l'Imperi Romà d'Occident quan Odoacre deposava l'emperador Ròmul Augústul i es proclamava ell mateix rex Italiae ('rei d'Itàlia'). Malgrat que Odoacre va reconèixer com a sobirà a l'emperador d'Orient Zenó, les seves polítiques independents i la seva força aviat l'identificaren com una amenaça a ulls de Constantinoble. Per aquells temps, els ostrogots de Teodoric el Gran estaven establerts en els Balcans com federats de l'imperi, així que Zenó va decidir enviar-los cap a Itàlia per deposar Odoacre.
Teodoric així ho va fer i els gots passaren a controlar Itàlia com a part de l'Imperi Romà, amb el mateix Teodoric actuant com a virrei i cap de l'exèrcit o mestre dels soldats. Segons l'acord entre els gots i Zenó, l'administració va continuar sense canvis i en mans dels romans, el poder legislatiu continuava en mans de l'emperador i l'exèrcit quedava en mans dels gots, sota l'autoritat dels seus propis cabdills i tribunals. A més, romans i gots també quedaven dividits per la religió, ja que mentre els romans seguien la fe cristiana establerta en el concili de Calcedònia, els gots seguien el corrent de l'arrianisme. Aquest sistema dual, complex, va funcionar sota el mandat ferm de Teodoric, que va aprendre a dur a terme les seves polítiques sense alienar l'aristocràcia romana, però va començar a esquerdar-se en els darrers anys del seu regnat i es va col·lapsar totalment a la seva mort.
Amb l'arribada al poder del nou emperador Justinià I, i la reunificació de les doctrines eclesiàstiques d'Orient i Occident, molts membres de l'aristocràcia senatorial italiana començaren a reforçar els seus lligams amb Constantinoble, per minvar d'aquesta manera el poder dels gots, que el 524 havien executat el filòsof i magister officiorum Boeci per conspirar amb l'emperador d'Orient.
A la mort de Teodoric, l'agost del 526, el seu net Atalaric va pujar al tron, però com encara era un infant, la regència va caure sobre les espatlles de la seva mare, Amalasunta, que havia estat educada a la manera romana i que aviat va iniciar una política de reconciliació amb el senat i l'imperi. Aquestes polítiques i els seus esforços per donar al seu fill una educació romana aviat causaren malestar entre els gots, que començaren a conspirar per matar-la. Conscient del perill, Amalasunta va ordenar executar tres dels principals conspiradors, però al mateix temps es va adreçar per carta a l'emperador demanant-li asil en el cas que es veiés obligada a fugir d'Itàlia. Malgrat tot, Amalasunta va romandre a Itàlia fins i tot després de la mort del seu fill, el 534. Llavors, va intentar guanyar-se un aliat en la figura del seu cosí Teodat, amb qui es va casar. Poc després, però, Teodat la va fer exiliar i executar, l'any 535.

### Preparatius de Justinià
Ja el 533, aprofitant una disputa dinàstica, Justinià I havia enviat Belisari, el seu millor general, a recuperar les províncies d'Àfrica que estaven en mans dels vàndals. La guerra que va seguir va donar als romans una inesperada i contundent victòria i, probablement, va reforçar l'ambiciós pla de Justinià per recuperar les províncies d'Occident. Durant el conflicte, Amalasunta va permetre que la flota romana emprés els ports de Sicília, part del Regne ostrogot d'Itàlia, com a base d'operacions. A canvi, Justinià va intentar salvar-la quan Teodat va ordenar el seu exili, però sense èxit. En qualsevol cas, l'execució d'Amalasunta li va proporcionar una excusa perfecta per declarar la guerra als gots. Com Procopi deixà escrit: "tan aviat com va saber la dissortada sort d'Amalasunta, en el novè any del seu regnat, es va preparar per a la guerra."
Belisari fou nomenat comandant suprem (estrateg autocràtor) de l'expedició contra Itàlia, al davant de 7.500 soldats, mentre Mundus, mestre dels soldats per Il·líria, tenia per missió ocupar la província gòtica de Dalmàcia. Sorprenentment, el nombre de guerrers a les ordres de Belisari era molt menor a l'exèrcit que havia liderat contra els vàndals, un enemic molt més feble que els ostrogots. Els preparatius per a la guerra es dugueren en total secret, mentre Justinià intentava assegurar la neutralitat dels francs a canvi d'or.

## Belisari subjuga els gots, 535-540

### Caiguda de Sicília i Dalmàcia
El primer moviment de Belisari va ser desembarcar a Sicilia, estratègicament situada entre la recent reconquerida Àfrica i Itàlia, i on la població estava ben predisposada cap a l'imperi. L'illa va ser ocupada ràpidament i només Panormus (moderna Palerm), va resistir fins a desembre. Veient que Belisari es preparava per travessar cap a Itàlia, Teodat va enviar emissaris a Justinià, primer oferint-li Sicília i després oferint-li Itàlia sencera. Al mateix temps, Mundus havia conquerit ràpidament Dalmàcia i havia capturat la capital, Salona, però un gran exèrcit gòtic retornà per reclamar la província i en una batussa amb les tropes romanes, el fill de Mundus caigué mort. Enrabiat per la pèrdua del seu fill, Mundus va liderar els seus soldats contra els gots i va infligir-los una severa derrota, però ell mateix fou mortalment ferit. Sense general, els romans decidiren retirar-se i abandonaren tota Dalmàcia, excepte Salona, als gots.
Davant d'aquests fets, Teodat se sentí més fort i va manar fer empresonar els emissaris de Justinià, acabant amb qualsevol possibilitat d'arribar a un acord de pau. L'emperador va enviar un nou mestre dels soldats per Il·líria, Constantí, per recuperar Dalmàcia i va ordenar a Belisari que ocupés Itàlia. Constantí va avançar ràpidament, obligant Gripas, el general gòtic, a abandonar Salona poc després d'ocupar-la. Per aquells temps, la ciutat tenia les defenses molt delmades i la població era clarament partidària de l'imperi. Constantí va alliberar la ciutat i va començar a reconstruir els murs i les defenses. Només set dies més tard, l'exèrcit gòtic es retirava cap a Itàlia i per juny, Dalmàcia tornava a ser província romana.

### Arribada al poder de Vitigès, primer setge de Roma
En la primavera del 536, Belisari va travessar les seves tropes a Itàlia i de seguida va capturar Rhegium. Va saquejar Nàpols després d'un llarg setge i el desembre entrava a Roma sense trobar resistència. La rapidesa de Belisari va prendre els gots totalment per sorpresa i la passivitat de Teodat va causar que els cabdills gots el deposessin del tron i escollissin Vitigès com a nou rei. El nou monarca per assegurar la neutralitat dels francs en el conflicte els va oferir la Provença, que els reis francs compartirien entre ells, juntament amb els Alps del nord amb sobirania sobre els alamans, agafant la vall superior del Rin, el Main i l'alt Danubi. Es va desplaçar cap a Ravenna, on es va casar amb la filla d'Amalasunta, Matasunta, i va començar a reunir tropes per enfrontar-se a la invasió. Un cop es va veure amb prou forces, es va dirigir cap a Roma, on Belisari havia establert el seu exèrcit, conscient que no tenia prou soldats per a enfrontar-se als gots en camp obert. Aquest setge de Roma fou el primer dels tres que patiria la ciutat durant la guerra i va durar un any, des de març del 537 al març del 538. Amb l'arribada de reforços enviats per Constantinoble (1.600 eslaus i huns l'abril del 537 i 5.000 soldats més el novembre del 537), els romans passaren a l'ofensiva. La cavalleria de Belisari va ocupar alguns pobles situats a la rereguarda dels gots, dificultant la seva situació i amenaçaven els civils. Amb la caiguda d'Ariminum (moderna Rimini), només a un dia de marxa de Ravenna, Vitigès es va veure obligat a retirar el setge i fugir.

### Setge d'Ariminum, arribada de Narses
Mentre Vitigès es retirava cap al nord-est, va anar reforçant els fortins que deixava enrere per protegir la seva rereguarda abans de girar cap a Ariminum. La força que defensava la plaça era de 2.000 dels millors genets de la cavalleria de Belisari, així que aquest decidí reemplaçar-los per una força d'infanteria i així poder disposar de la cavalleria fora de la plaça. Malgrat tot, el comandant de la cavalleria, Joan, va desobeir les ordres i va romandre a Ariminum. Tan bon punt els gots arribaren a les portes de la ciutat, hi posaren setge després d'un primer assalt que va fracassar. Al mateix temps, un altre contingent atacava Ancona i derrotava els romans a camp obert, si bé no pogueren prendre les fortificacions de la ciutat.
Per la seva part, Belisari es reunia a Picenum amb noves tropes federats de reforç: 2.000 hèruls comandats per l'eunuc Narses. Malgrat tot, quan els dos generals es reuniren per decidir la millor estratègia, no es posaren d'acord. Narses volia atacar les forces que assetjaven Ariminum mentre que Belisari era partidari d'una campanya més cauta. L'arribada d'una carta de Joan, anunciant la imminent caiguda de la ciutat, finalment va afavorir l'opció de Narses. Belisari va dividir les seves tropes en tres seccions; una força naval sota el seu fidel lloctinent Ildiger, una segona força liderada per Martí, que avançaria des del sud, i una tercera sota el mateix Belisari i Narses, avançant des del nord-oest. Quan Vitigès fou informat d'aquests moviments, davant de la possibilitat de veure's envoltat, va aixecar el setge i es retirà a Ravenna.

### Desacords entre Belisari i Narses
Havent aconseguit la victòria sense vessament de sang, Narses va veure reforçada la seva influència davant dels generals romans, especialment Joan. Així, en el consell militar que va seguir l'alliberament d'Ariminum, quan Belisari va proposar atacar el fortí got d'Àuximum (modern Osimo) i trencar el setge de Mediolanum, Narses s'hi oposà, planejant una campanya en la província d'Aemilia. Belisari no va permetre que aquest desacord anés més enllà i va ordenar que tot l'exèrcit avancés plegat cap a Urbinum. Malgrat tot, les dues faccions aixecaren campaments separats i, al cap de pocs dies, Narses, convençut que la plaça estava ben defensada i amb prou provisions per a resistir un setge, va ordenar recollir el seu camp i va retornar a Ariminum. Des d'allí va ordenar a Joan que ataqués Aemilia, que va ser ràpidament subjugada. Malgrat tot, la fortuna va somriure a Belisari quan l'única font d'aigua d'Urbinum es va assecar i la ciutat es va rendir.

### Setge i saqueig de Mediolanum
L'abril de 538, Belisari va escoltar les peticions dels representants de Mediolanum (Milà), llavors la segona ciutat més poblada i rica d'Itàlia, després de Roma, i envià 1.000 soldats a la ciutat. El seu cap, Mundilas, va assegurar amb èxit la ciutat i la major part de Ligúria, excepte Ticinum (Pavia). Malgrat tot, Vitigès va demanar ajuda als francs i, inesperadament, una força de 10.000 burgundis van travessar els Alps i juntament amb els gots comandats per Uraias posaren setge a la ciutat, que estava alhora mancada de recursos i defenses, ja que les tropes romanes es trobaven disperses pels fortins dels voltants. Belisari va enviar de seguit tropes de reforç, però els seus comandants, Martí i Uliaris, no van fer cap esforç per ajudar els assetjats. En lloc d'això, van demanar més reforços a Joan i Justí, el magister militum per Illyricum, però aquests, evidenciant la divisió existent entre els generals romans, es negaren a actuar sense ordres directes de Narses. Totes aquestes demores foren fatals per a la ciutat, on el poble estava al límit de les seves forces. Conscients de la fam que assetjava la ciutat, els gots oferiren a Mundilas que obrís les portes de la ciutat a canvi de salvar la vida dels seus soldats, però aquest rebutjà l'oferta perquè no garantia la vida dels civils. El març del 539, però, els seus famèlics soldats l'obligaren a acceptar els termes i Mundilas i les tropes abandonaren Milà, que patí un terrible saqueig a mans dels gots, que massacraren la població.

### Els francs envaeixen el nord d'Itàlia, pèrdua d'Àuximum i Faesulae
Davant del desastre de Milà, a Narses se li va ordenar que tornés a Constantinoble, confirmant així la figura de Belisari com a cap suprem de les tropes romanes a Itàlia. Per la seva part, Vitigès havia enviat emissaris a l'Imperi Sassànida, intentant convèncer-los perquè tornessin a fer la guerra als romans. D'aquesta manera, esperava que Justinià es veiés obligat a concentrar les seves tropes a l'Orient i li donarien descans. Els seus esforços, de fet, tingueren èxit, però la guerra a l'Orient arribà massa tard per a ell. Belisari estava determinat a posar fi al conflicte ocupant la ciutat forta dels gots, Ravenna, però abans havia de conquerir els fortins d'Àuximum i Faesulae (Fiesole). Martí i Joan empenyeren els gots liderats per Uraias més enllà del riu Po. Justí posava setge a Faesulae, i el mateix Belisari envoltava la ciutat d'Àuximum. Però mentre assetjava la ciutat, un gran exèrcit de francs sota el rei Teodobert I va travessar els Alps, topant-se tant amb els gots com els romans que acampaven als dos costats del riu Po. Els gots, pensant-se que els francs eren aliats, foren presos per sorpresa i derrotats fàcilment. Els romans foren així mateix derrotats i es retiraren cap a la Tuscània. Aquesta invasió franca, que podria haver canviat el curs de la guerra, patí inesperadament un brot de disenteria que provocà moltes baixes entre els soldats, fins al punt que es veieren obligats a retirar-se. Belisari va reaccionar ràpidament i va reprendre el setge de les dues ciutats, que, víctimes de la fam, es rendiren en octubre o novembre de 539.

### Captura de Ravenna i marxa de Belisari
Després d'aquests èxits i d'haver assegurat la seva rereguarda, i un cop rebuts nous reforços de Dalmàcia, Belisari es va posar en moviment cap a Ravenna. Aviat es prengueren posicions al voltant de la ciutat i la flota patrullava l'Adriàtic per tallar les línies de provisions. Dins de la capital gòtica, Vitigès va rebre una delegació dels francs que li proposaven una aliança, però amb el record fresc del que havia succeït a Milà, va rebutjar l'oferta. Poc després, arribava una nova ambaixada, aquest cop de Constantinoble. Justinià, ansiós per concentrar totes les seves forces disponibles contra els perses, oferia als gots la partició d'Itàlia: les terres al sud del Po quedarien integrades a l'imperi, mentre les del nord quedarien en mans dels gots. Sense demora, els gots acceptaren els termes de pau, però Belisari s'hi va oposar amb força, jutjant que aquell tractat no era sinó una traïció a tot allò que tant li havia costat aconseguir, així que va rebutjar signar. Frustrats, els gots idearen una altra alternativa i oferiren a Belisari coronar-lo com a emperador d'Occident. Belisari no tenia intenció d'acceptar l'oferta, però va veure que se li obria una possibilitat de capturar la ciutat, així que va fingir estar-hi d'acord i així va introduir les seves tropes a Ravenna el maig de 540. La ciutat no fou saquejada i els ciutadans foren respectats. Amb la caiguda de la capital, molts fortins gòtics es rendiren, encara que d'altres continuaren resistint, com Ticinum, en mans d'Uraias, i Verona, en mans d'Ildibad.
Poc després, Justinià, gelós del seu general, li ordenà que tornés a Constantinoble i li va negar un triomf. Vitigès fou nomenat patrici i convidat a prendre un plàcid retir, mentre els captius gots passaren a les files de l'exèrcit imperial.

### Els regnes d'Ildibad i Eraric
Quan Belisari va marxar, va deixar la major part d'Itàlia en mans romanes, però al nord del riu Po resistien Ticinum i Verona. Tan bon punt els gots s'adonaren que Belisari els havia traït fingint acceptar la corona per prendre Ravenna, escolliren Ildibad com a nou rei. Després de la marxa de Belisari, Justinià no va designar cap nou comandant en cap i aviat les tropes romanes deixaren de costat la disciplina i començaren a saquejar les terres properes als seus forts. A més, la nova burocràcia imperial aviat fou molt impopular per les seves opressives demandes fiscals. Aprofitant aquests fets, Ildibad va restablir el control dels gots sobre Venècia i Ligúria, derrotant el general romà Vitalius a Treviso. El maig del 541, però, les esposes d'Ildibad i Uraias van entrar en una disputa i el rei va ordenar la mort d'Uraias, i fou ell mateix assassinat poc després en un acte de venjança. En veure's sense rei, els rugis, part de l'antic exèrcit d'Odoacre que romangueren en Itàlia fent costat als gots, van proclamar un dels seus, Eraric, com a nou líder. Eraric aviat va persuadir els gots per iniciar converses de pau amb Justinià, encara que la seva real intenció era vendre el regne a l'imperi. Quan els gots se n'assabentaren, conspiraren per proclamar rei el nebot d'Ildibad, Tòtila. Irònicament, Tòtila ja havia establert converses amb els romans, però consentí a liderar els conspiradors i així, la tardor del 541, Eraric fou assassinat i Tòtila proclamat nou rei dels gots.

## Ressorgiment dels gots amb Tòtila, 541-551

### Primers èxits
Tòtila veié afavorides les seves intencions de restaurar el Regne gòtic gràcies a tres factors: el brot de la gran plaga que va devastar i despoblar l'Imperi Romà el 542, l'inici d'una nova Guerra romanopersa, i la incompetència i desunió entre els generals romans a Itàlia. No va ser sinó sota la pressió de Justinià, que els generals romans Constantí i Alexandre combinaren finalment les seves forces i avançaren cap a Verona. Allí i gràcies a la traïció, capturaren una de les portes de la muralla de la ciutat, però tant s'entretingueren discutint davant la perspectiva del botí, que els gots recapturaren la porta i els obligaren a retirar-se. Tòtila atacà el campament romà a prop de Faventia i amb 5.000 soldats va esclafar l'exèrcit romà durant la batalla. Tòtila va continuar al sud cap a la Tuscània, assetjant Florència. Els generals romans Joan, Bessas i Ciprià s'uniren per alliberar la ciutat, però les seves tropes, encara que més nombroses, foren derrotades i dispersades a Mucellium.

### Expedició al sud d'Itàlia i caiguda de Nàpols
En lloc de quedar-se a Itàlia central, on les seves tropes eren poc nombroses i una sola derrota podia ser fatal, Tòtila va marxar cap al sud, on els fortins romans eren més febles. Va rodejar Roma i ben aviat les províncies del sud eren forçades a reconèixer la seva autoritat. Aquesta campanya il·lustra àmpliament la seva estratègia: moviments ràpids per a capturar els camps, deixant els romans aïllats en els seus fortins per ser reduïts més tard. Quan un d'aquests fortins queia, Tòtila destruïa les muralles, de manera que el lloc perdia la seva vàlua militar. Els gots tractaren bé els seus presoners i sovint els convidaven a rendir-se, en un intent de guanyar-se el favor de la població. A més, les seves ràtzies estaven afectant profundament el sistema fiscal imperial, ja que els impostos acabaven en les mans de Tòtila, privant els soldats romans dels seus sous.
Les tropes de Tòtila arribaren finalment a Nàpols, on hi havia un contingent romà de 1.000 soldats. El nou magister militum Demetri va organitzar un considerable exèrcit per ajudar la ciutat salpant des de Sicília, però les seves naus foren interceptades i destruïdes per les naus de guerra dels gots. Demetri va intentar-ho un segon cop, però aquesta vegada les naus foren víctimes de forts vents i encallaren a la platja, on foren atacats i anorreats per l'exèrcit gòtic. Sense ajut exterior, Nàpols acceptà l'oferta de rendició de Tòtila i la ciutat li obria les portes l'abril de 543.

### Belisari retorna a Itàlia
Aprofitant que l'imperi havia signat una treva de cinc anys amb els perses, Belisari fou enviat de nou a Itàlia al capdavant de 200 naus que reuní a Pula, creuant a Ravenna el 544, trobant que la situació era totalment diferent de com l'havia deixat a la seva partença. No va poder evitar la caiguda de Roma quan fou assetjada per Tòtila el 546, encara que la va recuperar un any més tard, el 547. Malgrat tot, la seva segona campanya a Itàlia no va tenir gens d'èxit, principalment per la mancança de reforços i provisions dictada per la gelosia de Justinià. Roma encara seria sotmesa a un tercer setge el 549 i capturada per Tòtila, que va oferir sense èxit ofertes de pau a l'emperador.

## Narses conquereix Itàlia, 551-554
El 550, Germà (nebot de Justinià) va organitzar una nova i final campanya a Itàlia. Germà era molt respectat entre les seves tropes i va preparar a consciència la invasió d'Itàlia, i arribà a prendre com a segona esposa Malasunta, antiga reina dels gots i vídua de Vitigès. Malgrat tot, va caure malalt poc abans que les naus es fessin a la mar i moria el 551. En el seu lloc, Narses fou designat comandant en cap, i retornà a Itàlia 12 anys després de la seva partida. Al capdavant de 30.000 soldats, es dirigí cap a Itàlia per desembarcar a Ancona, on la flota de Tòtila havia estat destruïda poc abans en la batalla de Sena Gàl·lica.
Un cop desembarcat a Itàlia i amb l'ajuda del veterà general Joan, bon coneixedor del terreny, Narses va dirigir l'exèrcit contra el de Tòtila, a qui finalment va derrotar i matar en la batalla de Tagines. Després d'aquesta victòria, Narses va capturar Roma després d'un curt setge i des d'allí es va poder dedicar a posar fi als nuclis de resistència liderats per Teia, darrer rei dels ostrogots, a qui va derrotar finalment en la Batalla del mont Lactari, l'octubre de 553.

## Batalles finals
Després de la derrota dels gots, els francs intentaren envair les terres reconquerides pels romans, liderats pels germans Leutharis i Buccillinus. Durant els següents anys, Narses va travessar el país restablint el poder romà d'Orient, però davant del nombre creixent de francs creuant els Alps, va decidir reagrupar les seves tropes a Roma i finalment marxar contra l'enemic amb l'arribada de la primavera.
Els dos exèrcits s'enfrontaren en la batalla de Casilínum, i Narses hi aconseguí una victòria aclaparadora. La guerra, però, no es va donar per acabada, ja que uns set mil gots resistiren a prop de Nàpols fins a la primavera del 555. Així mateix, els darrers forts de Verona i Brixia no es rendiren fins al 562.

## Conseqüències
L'Imperi Romà d'Orient va obtenir una victòria pírrica en la guerra gòtica d'Itàlia, perquè hi dedicà tropes i recursos que necessitava imperiosament per a fer front a les amenaces d'Orient. La guerra va causar un terrible daltabaix en la societat urbana d'Itàlia i moltes ciutats foren abandonades. El país caigué en un llarg període de crisi. El consegüent empobriment d'Itàlia va provocar que per a Constantinoble fos impossible retenir els territoris que tant havien costat reconquerir. Només tres anys després de la mort de Justinià, els territoris italians queien en mans d'una altra tribu germànica, els llombards, i només l'exarcat de Ravenna (una banda de territori que s'estenia per Itàlia central fins a la mar Tirrena i el sud de Nàpols) i parts del sud d'Itàlia quedaren en mans de l'imperi. Poques dècades més tard, l'imperi també perdia en mans dels germànics els seus dominis al sud d'Hispània. Acabades les guerres gòtiques, l'imperi perdria les seves ambicions de recuperar les províncies occidentals i només Roma quedaria sota el seu control quan els llombards aboliren l'exarcat de Ravenna. El sud d'Itàlia seria administrat per Constantinoble fins al segle xi.